# Trịnh Hiểu Tùng
Trịnh Hiểu Tùng (tiếng Trung: 郑晓松; tháng 9 năm 1959 – 20 tháng 10 năm 2018) là chính khách và nhà ngoại giao nước Cộng hòa Nhân dân Trung Hoa. Ông là Giám đốc Văn phòng liên lạc Chính phủ nhân dân Trung ương tại đặc khu hành chính Ma Cao, chức vụ hàm Bộ trưởng, cho đến khi ông rơi xuống tử vong từ nơi cư trú của mình vào tháng 10 năm 2018. Ông từng giữ chức vụ Phó Trưởng Ban Liên lạc Đối ngoại Trung ương Đảng Cộng sản Trung Quốc, Phó Tỉnh trưởng tỉnh Phúc Kiến và Tổng Thư ký Tỉnh ủy Phúc Kiến.
Trịnh Hiểu Tùng là Ủy viên Ban Chấp hành Trung ương Đảng Cộng sản Trung Quốc khóa XIX và Đại biểu Đại hội Đại biểu Nhân dân toàn quốc khóa XIII (Quốc hội khóa XIII).

## Sự nghiệp
Trịnh Hiểu Tùng sinh tháng 9 năm 1959 ở Bắc Kinh, Trung Quốc. Ông tốt nghiệp Đại học Oslo với bằng cấp về tiếng Na Uy và được đào tạo ngoại giao tại Đại học Oxford từ năm 1996 đến năm 1997.
Trịnh Hiểu Tùng phục vụ trong các chức vụ ngoại giao và tài chính quốc tế, gồm có thư ký Vụ Tây Âu thuộc Bộ Ngoại giao Trung Quốc, Vụ trưởng Vụ Quốc tế thuộc Bộ Tài chính Trung Quốc, Trợ lý Bộ trưởng Bộ Tài chính và Giám đốc điều hành Trung Quốc của Ngân hàng Phát triển Châu Á.
Trịnh Hiểu Tùng được thăng chức lên các chức vụ chính trị lớn sau khi Chủ tịch Tập Cận Bình lên nắm quyền. Ông được bổ nhiệm làm Phó Tỉnh trưởng tỉnh Phúc Kiến vào tháng 7 năm 2013 và sau đó được bầu làm Ủy viên Ban Thường vụ Tỉnh ủy Phúc Kiến kiêm Tổng Thư ký Tỉnh ủy Phúc Kiến.
Năm 2016, ông được chuyển trở lại Bắc Kinh làm Phó Trưởng Ban Liên lạc Đối ngoại Trung ương Đảng Cộng sản Trung Quốc. Một tháng trước Đại hội Đảng Cộng sản Trung Quốc lần thứ XIX, ông được bổ nhiệm làm Giám đốc Văn phòng liên lạc Chính phủ nhân dân Trung ương tại đặc khu hành chính Ma Cao, một chức vụ hàm Bộ trưởng phụ trách quan hệ giữa chính phủ trung ương và đặc khu hành chính Ma Cao. Ngày 24 tháng 10 năm 2017, ông được bầu làm Ủy viên Ban Chấp hành Trung ương Đảng Cộng sản Trung Quốc khóa XIX.

## Qua đời
Ngày 20 tháng 10 năm 2018, Trịnh Hiểu Tùng qua đời ở Ma Cao sau khi rơi xuống từ một tòa nhà cao tầng nơi ông sống. Ông hưởng thọ 59 tuổi. Văn phòng Các vấn đề Hồng Kông và Ma Cao của Quốc vụ viện tại Bắc Kinh ban hành một tuyên bố nói rằng ông bị chứng trầm cảm, với ngụ ý rằng ông đã tự tử. Trên phương tiện truyền thông xã hội Trung Quốc, nhiều người bày tỏ sự lo ngại và buồn bã về trầm cảm của mình, nhưng những người khác lưu ý rằng ít nhất 7 quan chức Trung Quốc khác đã rơi từ các tòa nhà trong năm nay, với một người bị thương và ít nhất 6 người chết. Mặc dù không có bằng chứng cho thấy Trịnh Hiểu Tùng bị nghi ngờ tham nhũng, trong những năm gần đây, hàng trăm quan chức Trung Quốc cấp trung bị cáo buộc tham nhũng đã qua đời, như theo báo cáo là tự tử, mặc dù các quan sát viên nghi ngờ các báo cáo đó. Ông qua đời ngay trước lịch khai trương cầu Hồng Kông – Chu Hải – Ma Cao vào ngày 24 tháng 10 năm 2018, cầu vượt biển dài nhất thế giới nối Ma Cao và Hồng Kông.